# Sebastião Xavier Botelho
Sebastião Xavier Botelho (Lisboa, 8 de mayo de 1768 - íd., 21 de mayo de 1840) fue un estadístico, geógrafo, dramaturgo y traductor portugués.

## Biografía
Era hijo natural de Tomás José Xavier Botelho, hijo legítimo del IV Conde de San Miguel, Álvaro José Xavier Botelho de Portugal Coronel Sousa y Meneses de Noronha Correia de Lacerda. Fue bachiller en leyes por la universidad de Coímbra. Ocupó los siguientes cargos: sucesor de las residencias de cautivos, juez de derechos reales de la Casa de Bragança, juez del puerto de Oporto, inspector general de transporte marítimo y terrestre del ejército, juez privativo del Comisariado británico durante la Guerra Peninsular, inspector de teatros, juez de la Casa de la Suplicación de Río de Janeiro, diputado fiscal de la Junta de Arsenales, Fábricas y Fundiciones de Brasil, director del Liceo Nacional en 1822, capitán general de la isla de Madeira, en la agitada época de 1820. Nombrado en el mismo puesto para Mozambique el 23 de junio de 1824, asumió el cargo el 20 de enero de 1825 y permaneció en él sin incidentes notables hasta agosto de 1829, cuando entregó el gobierno a Paulo José Miguel de Brito, quien había sido nombrado por el infante don Miguel. Fue nombrado para el mismo puesto para las islas Azores y el reino de Angola, pero no asumió el cargo. Fue encargado de negocios en París y miembro de la regencia de Brasil. 
Vuelto a Europa, no se involucró en los trastornos políticos del país durante el gobierno absoluto, y le entregó su Memoria Estadística y otras obras literarias. En 1833, sin embargo, escribió su primer folleto político, su Carta al duque de Braganza, que se imprimió en Londres sin nombre de autor ni fecha, porque sus ideas, que podrían no gustar mucho a los liberales, agradaban aún menos a los absolutistas. Buscaba allí un compromiso entre el presente y el pasado y, sin rechazar nuevas ideas, prefería que estuvieran basadas en los viejos moldes. A pesar de estas tendencias un tanto reaccionarias de su espíritu, Sebastião Xavier Botelho fue bien recibido por los liberales, y por carta real del 1 de octubre de 1835 fue nombrado par del Reino, de lo que juró y tomó posesión el 4 de enero de 1836. Cuando se estableció el Real Conservatorio de Lisboa, fue uno de sus miembros.
Alejandro Herculano escribió el Elogio histórico de Sebastião Xavier Botelho y él mismo lo recitó en dicho Conservatorio; en esta alabanza, el gran historiador informa de que Xavier Botelho, un brillante poeta conocido por el nombre pastoril de "Salicio", fue un autor prolífico sin que sus obras vieran nunca la luz de la imprenta. Sin embargo, algunas de sus piezas originales fueron representadas: Inés de Castro y Zulmira, así como muchas de sus traducciones. Sin embargo, se le tiene como uno de los escritores más notables de las colonias portuguesas y sus memorias sobre Mozambique, Sofala y Rios de Sena son muy apreciadas. Dejó inédita una obra contra la esclavitud y numerosas poesías se le atribuyen, de las cuales solo con seguridad es suya la erótica A empreza nocturna
Tradujo en verso portugués varias óperas de Pietro Metastasio, cuatro tragedias de Jean Racine: Phedra, Mithridates, Berenice y Bagazet; seis de Voltaire: Edipo, Marianna, Zaira, Bruto, Mahomet y Semirames, y otras muchas de autores menos conocidos.

## Obras

### Teatro
- Inês de Castro, manuscrito inédito.
- Zulmira, manuscrito inédito.

### Otras
- Historia verdadeira dos acontecimentos da ilha da Madeira depois do memorável dia 28 de janeiro, escrita por ordem cronológica, para destruir um libelo famoso, impresso em Londres por um cidadão funchalense, Lisboa, 1821
- Reflexões políticas em junho de 1834, Lisboa, 1834; tuvo una segunda edición con el título Reflexões políticas em julho de 1834
- Elogio ao duque da Terceira, Lisboa, 1835
- Resumo para servir de introdução à Memória estatística sobre os domínios portugueses na África Oriental, Lisboa, 1834
- Memória estatística sobre os domínios portugueses na África Oriental, Lisboa, 1835 con seis cartas y planos litograficados; la portada es también litográfica con dedicatoria del autor al duque da Terceira
- Segunda parte da Memória estatística, etc., contendo a resposta à critica feita a esta Memória, e inserta na «Revista de Edimburgo» n.º 130 de janeiro de 1837, Lisboa, 1837
- Escravatura. Benefícios que podem provir às nossas possessões da África rica da proibição daquele trafico, Projecto de uma companhia comercial, que promova e fomente a cultura e civilização daqueles domínios. Obra póstuma de Sebastião Xavier Botelho, oferecida ao corpo do comércio português, Lisboa, 1840.

### Poesía
- A empreza nocturna